# 国際連合安全保障理事会決議128
国際連合安全保障理事会決議128（こくさいれんごうあんぜんほしょうりじかいけつぎ128、英: United Nations Security Council Resolution 128, UNSCR128）は、1958年6月11日に国際連合安全保障理事会で採択された決議。レバノン情勢の不安定化に際し、アラブ連合共和国との関係についてのもの。

## 概要
レバノンの内政へのアラブ連合共和国による干渉に関するレバノン代表の告発を受け、理事会はレバノンの国境を越えた人員の不法侵入、武器（いわゆるガンランニング）その他の物資の供給が行われていないことを確認するため、国際連合レバノン監視団と称する監視団を派遣することを決定した。理事会は、続けて事務総長ダグ・ハマーショルドがこの目的のために必要な措置を講じることを承認し、監視団が事務総長を通じて情報を継続的に提供するよう要請した。採択に当たっては、ソビエト連邦のみが棄権し、残る10国がすべて賛成票を投じ採択された。

## 詳細
以下はその和訳。
安全保障理事会は、
アラブ連合共和国によるレバノン内政への干渉に関するレバノン代表の告発およびアラブ連合共和国代表の回答を踏まえて、
1. レバノンの国境を越えた人の不法侵入または武器その他の物品の密輸がないことを確認するため、緊急にレバノンへ監視団を派遣することを決定する。
2. 事務総長に対し、この目的のために必要な措置をとることを許可する。
3. 監視団に対し、事務総長を通じて安全保障理事会にその時点の情報を提供するよう要請する。